# Megalurus gramineus
Megalurus gramineus là một loài chim trong họ Locustellidae.
Loài này được tìm thấy ở Úc và ở Tây Papua, Indonesia.